# Stylosanthes guianensis
Stylosanthes guianensis är en ärtväxtart som först beskrevs av Jean Baptiste Christophe Fusée Aublet, och fick sitt nu gällande namn av Olof Swartz. Stylosanthes guianensis ingår i släktet Stylosanthes och familjen ärtväxter. Utöver nominatformen finns också underarten S. g. guianensis.